# III Esposizione internazionale d'arte di Venezia

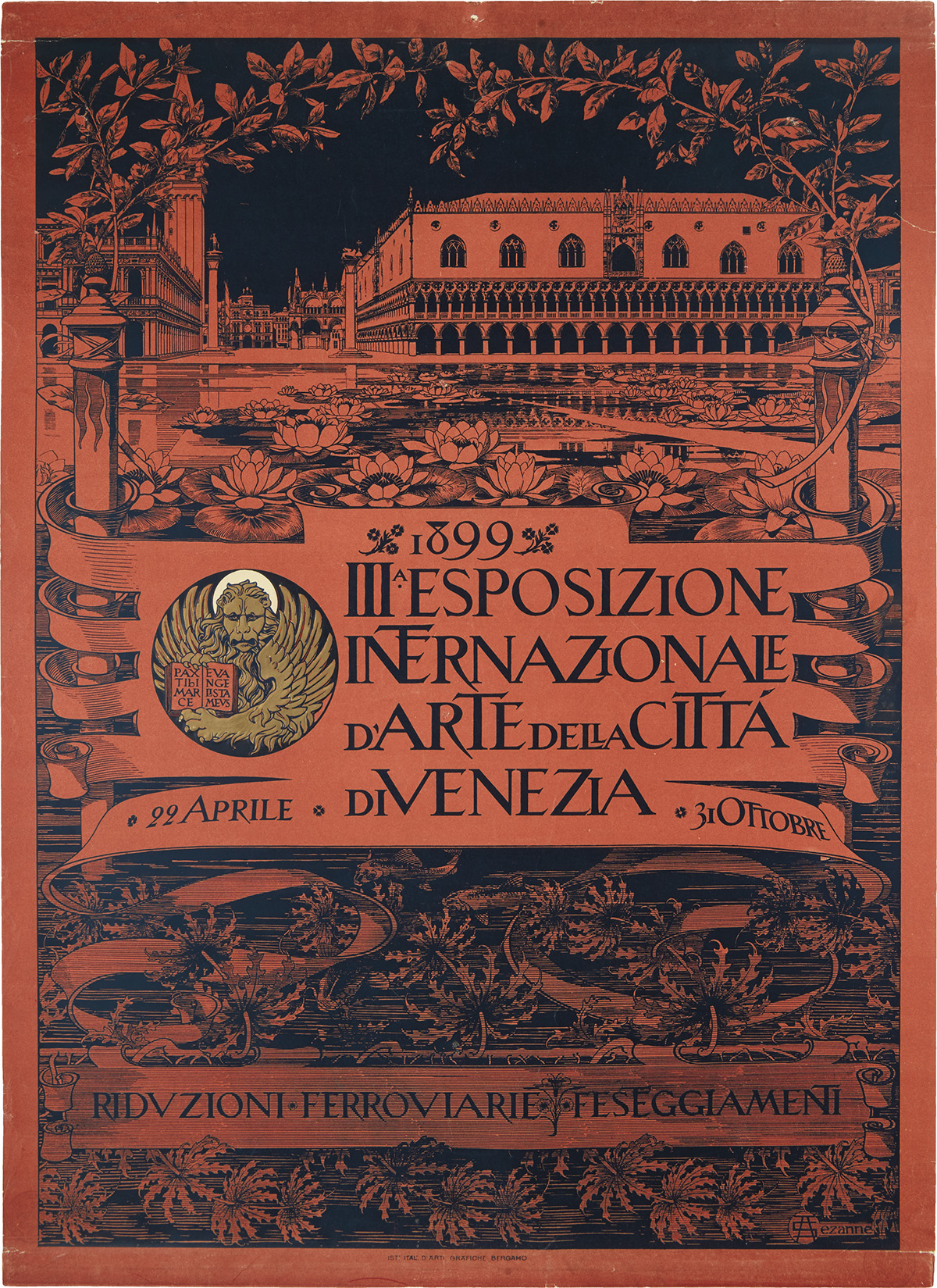
Manifesto dell'Esposizione, realizzato da Augusto Sezanne.

La Terza Esposizione internazionale d'arte della città di Venezia ebbe luogo dal 22 aprile al 31 ottobre 1899 presso il Palazzo dell'Esposizione ai Giardini della Biennale.

## Presidenza

### Presidente
Filippo Grimani

### Segretario
Antonio Fradeletto

## Comitato di patrocinio
Per gli Stati Uniti d'America: John Singer Sargent, James Abbott McNeill Whistler. Per l'Austria-Ungheria: Ludwig Passini, Cecil van Haanen. Per il Belgio: Franz Courtens, Charles van der Stappen. Per la Danimarca: Peder Severin Krøyer. Per la Francia: Charles Émile Auguste Durand, Pascal-Adolphe-Jean Dagnan-Bouveret, Paul Dubois, Emmanuel Frémiet, Jean-Jacques Henner. Per la Germania: Max Klinger, Franz von Lenbach, Max Liebermann, Gustav Schönleber, Fritz von Uhde. Per l'Inghilterra: Lawrence Alma-Tadema, William H. Crane, Hubert von Herkomer, William Quiller Orchardson, Edward Poynter. Per l'Italia: Filippo Carcano, Emilio Gallori, Cesare Maccari, Francesco Paolo Michetti, Giulio Monteverde, Alberto Pasini. Per la Norvegia: Eilif Peterssen. Per l'Olanda: Jean Hubert Léonard de Haas, Jozef Israëls, Hendrik Willem Mesdag. Per la Russia: Mark Matveevič Antokol'skij, Il'ja Efimovič Repin. Per la Scozia: James Whitelaw Hamilton, John Lavery. Per la Spagna: José Benlliure y Gil, José Jimenez Aranda, Francisco Pradilla Ortiz, Joaquín Sorolla y Bastida, José Villegas Cordero. Per la Svezia: Ferdinand Boberg, Anders Leonard Zorn. Per la Svizzera: Arnold Böcklin.

## Giuria d'accettazione
John Lavery, Constantin Meunier, Frits Thaulow

## Artisti partecipanti
All'Esposizione parteciparono 430 artisti, di cui 122 italiani, con 1.157 opere.

### A
- Edwin Austin Abbey, Stati Uniti
- Georg Achen, Danimarca
- Carlo Paolo Agazzi, Italia
- Ermenegildo Agazzi, Italia
- Rinaldo Agazzi, Italia
- Isa Albazzi, Italia
- Lawrence Alma-Tadema, Paesi Bassi
- Michael Ancher, Danimarca
- Louis Apol, Paesi Bassi
- Adolfo Apolloni, Italia
- Floris Arntzenius, Paesi Bassi
- Albert Aublet, Francia
- Thomas Austen Brown, Scozia
- Vittorio Avanzi, Italia

### B
- Gustavo Bacarisas, Spagna
- Harriet Backer, Norvegia
- Albert Baertsoen, Belgio
- Jean Baffier, Francia
- Carlo Balestrini, Italia
- Costantino Barbella, Italia
- Edgar Barclay, Gran Bretagna
- Carl Wilhelm Bøckmann Barth, Norvegia
- Nicolaas Bastert, Paesi Bassi
- Giovanni Battistel, Italia
- Marius Bauer Paesi Bassi
- Leonardo Bazzaro, Italia
- Giorgio Belloni, Italia
- José Benlliure y Gil, Spagna
- Eugene Benson, U.S.A.
- Richard Bergh, Svezia
- Edoardo Berta, Svizzera
- Pilade Bertieri, Italia
- Armand Berton, Francia
- Albert Besnard, Francia
- Bartolomeo Bezzi, Italia
- Felice Bialetti, Italia
- Mosè Bianchi, Italia
- Benedetto Bieletto, Italia
- Marie Bilders-van Bosse, Germania
- Christoffel Bisschop, Germania
- Leonardo Bistolfi, Italia
- Oscar Björck, Svezia
- Jacques-Émile Blanche, Francia
- Bernard Blommers, Olanda
- Gigi Bonfiglioli, Italia
- Fredrik Borgen, Norvegia
- Millo Bortoluzzi, Italia
- Pietro Bortoluzzi, Italia
- Gerolamo Bortotti, Italia
- Johannes Bosboom, Olanda
- Giovanni Battista Bosio, Italia
- Urbano Bottasso, Italia
- George Henry Boughton, Stati Uniti
- Émile Boulard, Francia
- Pierre-Jean Braecke, Belgio
- Frank Bramley, Inghilterra
- Frank Brangwyn, Inghilterra
- Italico Brass, Italia
- Jacob Bratland, Norvegia
- Karl Alexander Brendel, Germania
- Andrea Brentan, Italia
- Vittorio Emanuele Bressanin, Italia
- Arthur Briët, Olanda
- Alexander Kellock Brown, Scozia
- Robert Ives Browne, Olanda
- Emanuele Brugnoli, Italia
- Giovanni Buffa, Italia
- Ferdinando Busetti, Italia
- Georges Buysse, Belgio

### C
- Vincenzo Cabianca, Italia
- Vincenzo Cadorin, Italia
- Amero Cagnoni, Italia
- Girolamo Cairati, Italia
- Marco Calderini, Italia
- Maria Camerini Scola, Italia
- Alceste Campriani, Italia
- Niccolò Cannicci, Italia
- Pietro Canonica, Italia
- Filippo Carcano, Italia
- Vittore Antonio Cargnel, Italia
- Onorato Carlandi, Italia
- Giuseppe Carozzi, Italia
- Giuseppe Casciaro, Italia
- Enrico Cassi, Italia
- Henri Cassiers, Belgio
- Arturo Castelli, Italia
- Vittorio Cavalleri, Italia
- Guillaume Charlier, Belgio
- Trajano Chitarin, Italia
- Beppe Ciardi, Italia
- Guglielmo Ciardi, Italia
- Filippo Cifariello, Italia
- Jean Eugène Clary, Francia
- Émile Claus, Belgio
- Marcel Clément, Francia
- Enrico Coleman, Italia
- Augusto Corelli, Italia
- Giovanni Costa, Italia
- Battista Costantini, Italia
- Charles Cottet, Francia
- Robert McGowan Coventry, Inghilterra
- Walter Crane, Inghilterra
- Adolphe Crespin, Belgio
- Carlo Cressini, Italia

### D
- Giuseppe Da Pozzo, Italia
- Pascal Dagnan-Bouveret, Francia
- Dale Constantia, Inghilterra
- Angelo Dall'Oca Bianca, Italia
- Francesco Danieli, Italia
- Giuseppe Danieli, Italia
- Elin Danielson Gambogi, Finlandia
- Eugenio de Blaas, Italia
- Ernest de Bonnencontre, Francia
- Adolfo De Carolis, Italia
- Johannes Hubertus Leonardus de Haas, Olanda
- Pieter de Josselin de Jong, Olanda
- Philip de László, Ungheria
- Mario de Maria, Italia
- Vincenzo De Stefani, Italia
- Daniele de Strobel, Italia
- Willem de Zwart, Olanda
- Romolo Del Bo, Italia
- Léon Delachaux, Francia
- Lorenzo Delleani, Italia
- Ludwig Dettmann, Germania
- Pierre Jacques Dierckx, Belgio
- Ludwig Dill, Germania
- John Patrick Downie, Inghilterra
- Paul Du Bois, Belgio
- Fredericus van Rossum du Chattel, Olanda
- Julien Dupré, Francia
- Auguste Durst, Francia
- Édouard Duyck, Belgio

### E
- Alfred East, Inghilterra
- Maud C. Ede, Inghilterra
- Jean Enders, Francia
- Josef Engelhart, Austria
- Arthur Englefield, Inghilterra
- Eugenio di Nericie, Svezia
- Henri Evenepoel, Belgio
- Julius Exter, Germania

### F
- Giovanni Fattori, Italia
- Giacomo Favretto, Italia
- Arnaldo Ferraguti, Italia
- Samuel Melton Fisher, Inghilterra
- José Fiuza Guimarães, Brasile
- Stanhope Forbes, Regno Unito
- Achille Formis, Italia
- Carlo Fornara, Italia
- Mariano Fortuny y Madrazo, Spagna
- Pietro Fragiacomo, Italia
- Léon Frédéric, Belgio
- David Fulton, Inghilterra

### G
- Gabrici Giacomo, Italia
- Paul Gabriël, Olanda
- Henri Gervex, Francia
- Victor Gilsoul, Belgio
- Edoardo Gioja, Italia
- Francesco Gioli, Italia
- Luigi Gioli, Italia
- Guido Giusti, Italia
- Isobel Lilian Gloag, Inghilterra
- Emilio Gola, Italia
- Alexander Demetrius Goltz, Ungheria
- Maurice Greiffenhagen, Inghilterra
- Giacomo Grosso, Italia
- Vittore Grubicy de Dragon, Italia
- François Guiguet, Francia
- John Guthrie, Scozia

### H
- James Hermiston Haig, Inghilterra
- George Charles Haité, Inghilterra
- James Whitelaw Hamilton, Inghilterra
- Dudley Hardy, Inghilterra
- Thomas Alexander Harrison, Stati Uniti
- Karl Hartmann, Germania
- Hendrik Haverman, Olanda
- Peter Alexander Hay, Scozia
- Gerke Henkes, Olanda
- Hans Hermann, Germania
- Rowland H. Hill, Inghilterra
- Dora Hitz, Germania
- Ferdinand Hodler, Svizzera
- Paul Hoecker, Germania
- Adolf Hölzel, Germania
- Ferdinand Bernhard Hoppe, Germania
- Sophie Fessy Hormann, Germania
- Edward Hughes, Inghilterra
- William Hulton, Inghilterra
- Mason Hunter, Inghilterra

### I
- Maria Sbroiavacca Ippoliti, Italia
- Jozef Israëls, Olanda

### J
- George Percy Jacomb-Hood, Inghilterra
- Hendrik Willebrord Jansen, Olanda
- Francesco Jerace, Italia
- Viggo Johansen, Danimarca

### K
- Richard Kaiser, Germania
- Archibald Kay, Scozia
- Fernand Khnopff, Belgio
- Kitty Kielland, Norvegia
- Giorgio Kienerk, Italia
- Jessie Marion King, Scozia
- Gustav Klimt, Austria
- Karel Klingenberg, Olanda
- Max Klinger, Germania
- Beneš Knüpfer, Austria-Ungheria
- Max Koner, Germania
- Hugo König, Germania
- Antonie Lodewijk Koster, Olanda
- Johann Victor Krämer, Austria
- Nils Kreuger, Svezia
- Peder Severin Krøyer, Danimarca

### L
- Gaston La Touche, Francia
- Egisto Lancerotto, Italia
- Carl Larsson, Norvegia
- Jean-Paul Laurens, Francia
- Cesare Laurenti, Italia
- John Lavery, Regno Unito
- Henri Le Sidaner, Francia
- Jef Leempoels, Belgio
- Jules Joseph Lefebvre, Francia
- Wilhelm Leibl, Germania
- Walter Leistikow, Germania
- Franz von Lenbach, Germania
- Tito Lessi, Italia
- Max Liebermann, Germania
- Bruno Liljefors, Svezia
- Enrico Lionne, Italia
- Carl Locher, Danimarca
- Carlo Lorenzetti, Italia
- Pietro Lucano, Italia
- Andrea Carlo Lucchesi, Inghilterra
- Lux, Francia
- Frank Lynn Jenkins, Inghilterra

### M
- Walter McAdam, Scozia
- David McGill, Scozia
- John McLure Hamilton, Stati Uniti
- Herbert MacNair, Scozia
- Frances Macdonald, Inghilterra
- Margaret Macdonald Mackintosh, Inghilterra
- Fritz Mackensen, Germania
- Charles Rennie Mackintosh, Scozia
- L. C. Macrae, Inghilterra
- Adolfo Magrini, Italia
- Antonio Mancini, Italia
- Harrington Mann, Scozia
- Alexandre Marcette, Belgio
- Jacob Maris, Olanda
- Willem Maris, Olanda
- Emilio Marsili, Italia
- Willy Martens, Olanda
- René Martin, Francia
- Alberto Martini, Italia
- Michele Masi, Italia
- Anton Mauve, Olanda
- Gari Melchers, Stati Uniti
- Gudbrand Mellbye, Norvegia
- Giuseppe Mentessi, Italia
- Geesje Mesdag-van Calcar, Olanda
- Hendrik Willem Mesdag, Olanda
- Taco Mesdag, Olanda
- François Pieter ter Meulen, Olanda
- Constantin Meunier, Belgio
- Francesco Paolo Michetti, Italia
- Harry Mileham, Inghilterra
- Alessandro Milesi, Italia
- William Milne, Scozia
- Domenico Miserocchi, Italia
- Giuseppe Miti Zanetti, Italia
- Moffat Peter Lindner, Inghilterra
- Gerald Moira, Inghilterra
- Carl Moll, Austria
- Niels Pedersen Mols, Danimarca
- Clara Montalba, Inghilterra
- Hilda Montalba, Inghilterra
- David Mosè, Italia
- Henry Muhrmann, Stati Uniti
- Johannes Müller, Germania
- Richard Müller, Germania
- Gerhard Munthe, Norvegia

### N
- Franz Naager, Germania
- Albert Neuhuys, Olanda
- Francis Henry Newbery, Scozia
- Jessie Newbery, Scozia
- Plinio Nomellini, Italia
- Urbano Nono, Italia
- Karl Nordström, Svezia
- Adelsteen Normann, Norvegia
- Italo Nunes Vais, Italia

### O
- Josef Oppenheimer, Germania
- Ernst Oppler, Germania
- Patrick William Orr, Scozia

### P
- Emilio Paggiaro, Italia
- Silvio Paoletti, Italia
- Napoleone Parisani, Italia
- Emilio Pasini, Italia
- Ludwig Passini, Austria
- James Paterson, Scozia
- Julius Paulsen, Danimarca
- Norberto Pazzini, Italia
- Giuseppe Pellizza da Volpedo, Italia
- Eilif Peterssen, Norvegia
- Filiberto Petiti, Italia
- Gino Piccioni, Italia
- Fernand Piet, Francia
- Evert Pieters, Olanda
- Nerina Pisani Volpi di Misurata, Italia
- Salvatore Pisani, Italia
- Carlotta Ida Popert, Germania
- Edward Poynter, Inghilterra
- William Pratt, Scozia
- Gaetano Previati, Italia
- Bertram Priestman, Inghilterra
- Clemente Pugliese Levi, Italia

### Q
- Emilio Quadrelli, Italia
- Tullio Salvatore Quinzio, Italia

### R
- Jean-François Raffaelli, Francia
- Giuseppe Raggio, Italia
- Alexander William Wellwood Rattray, Scozia
- Flora Macdonald Reid, Inghilterra
- Enrico Reycend, Italia
- Giuseppe Ricci, Italia
- William Blake Richmond, Inghilterra
- Carlo Rivalta, Italia
- Tom Robertson, Scozia
- Alexander Roche, Scozia
- Willem Roelofs, Olanda
- Alfred Roll, Francia
- Giuseppe Romagnoli, Italia
- Isabel M. Ross, Stati Uniti
- Federico Rossano, Italia
- Silvio Giulio Rotta, Italia
- Edoardo Rubino, Italia

### S
- Giuseppe Sacheri, Italia
- Philip Sadée, Olanda
- Hans Sandreuter, Svizzera
- Francesco Sartorelli, Italia
- Giuseppe Sartori, Italia
- Giulio Aristide Sartorio, Italia
- Georg Sauter, Germania
- Ferruccio Scattola, Italia
- Rudolf Schramm-Zittau, Germania
- Thérèse Schwartze, Olanda
- Jenny Schweminski, Germania
- Lino Selvatico, Italia
- Luigi Selvatico, Italia
- Vladimir Šereševskij, Russia
- Augusto Sezanne, Italia
- James Jebusa Shannon, Stati Uniti
- Harry G. Shields, Scozia
- Ludwig Sigmundt, Austria
- Telemaco Signorini, Italia
- Otto Sinding, Germania
- Franz Skarbina, Germania
- Alfred Smith, Francia
- George Smith, Scozia
- Arnaldo Soldini, Italia
- Solomon Joseph Solomon, Inghilterra
- Domenico Someda, Italia
- Enrico Sorio, Italia
- Gian Luciano Sormani, Italia
- Joaquín Sorolla, Spagna
- Harry Spence, Inghilterra
- Johann Sperl, Germania
- Anton von Stadler, Austria
- Robert Macaulay Stevenson, Scozia
- Charles Edward Stewart, Inghilterra
- Julius LeBlanc Stewart, Stati Uniti
- Eugen Stibbe, Germania
- Curt Stoeving, Germania
- Ernst Stöhr, Austria
- Pieter Stortenbeker, Olanda
- Max Arthur Stremel, Germania
- Frigyes Strobentz, Ungheria
- Halfdan Strøm, Norvegia

### T
- Guglielmo Talamini, Italia
- Andrea Tavernier, Italia
- Elisabeth R. Taylor, Stati Uniti
- John Terris, Scozia
- Romolo Tessari, Italia
- Frits Thaulow, Norvegia
- Willem Bastiaan Tholen, Olanda
- Harry Thompson, Inghilterra
- Ettore Tito, Italia
- Adolfo Tommasi, Italia
- Ludovico Tommasi, Italia
- Angelo Torchi, Italia
- Domenico Trentacoste, Italia
- Emile Troncy, Francia
- Paolo Troubetzkoy, Italia
- Wilhelm Trübner, Germania

### U
- Lesser Ury, Germania

### V
- Julius van de Sande Bakhuyzen, Olanda
- Marinus van der Maarel, Olanda
- Charles van der Stappen, Belgio
- Herman Johannes van der Weele, Olanda
- Nicolaas van der Waay, Olanda
- Sina Mesdag van Houten, Olanda
- Frans van Leemputten, Belgio
- Louis Willem van Soest, Olanda
- Enrico Vegetti, Italia
- Cesare Vianello, Italia
- Giuseppe Vizzotto Alberti, Italia
- Hugo Vogel, Germania
- Heinrich Vogeler, Germania
- Mario Leopoldo Volpi, Italia
- Rudolf von Alt, Austria
- Elisabeth von Eicken, Germania

### W
- Constance Walton, Scozia
- Edward Arthur Walton, Scozia
- George Frederic Watts, Inghilterra
- Jean Weerts, Olanda
- Bertha Wegmann, Danimarca
- Johan Hendrik Weissenbruch, Olanda
- Erik Werenskiold, Norvegia
- James Abbott McNeill Whistler, Stati Uniti
- Jan Hillebrand Wijsmuller, Olanda
- Juliette Wytsman, Belgio
- Rodolphe Wytsman, Belgio

### X
- Ettore Ximenes, Italia

### Z
- Vittore Zanetti Zilla, Italia
- Philip Zilcken, Olanda
- Anders Zorn, Svezia

## Mostre personali
- Mostra individuale del pittore Franz von Lenbach
- Mostra individuale di Giulio Aristide Sartorio
- Mostra individuale di Francesco Paolo Michetti
- Mostra retrospettiva del pittore Giacomo Favretto
- Società romana In arte libertas

## Giurie

### Giuria per i premi ai migliori studi critici
- Ettore Ferrari (Presidente)
- Pompeo Gherardo Molmenti
- Adolfo Venturi

## Premi

### Premi ai migliori studi critici
La Giuria ha assegnato i seguenti premi:
- Primo premio ai migliori studi critici: Ugo Fleres
- Secondo premio ai migliori studi critici: Diego Angeli
- Premio aggiunto ai migliori studi critici: Enrico Thovez, Vittorio Pica
- Speciale distinzione ai migliori studi critici: Achille De Carlo, Mario Morasso
- Premio aggiunto ai migliori studi critici: Ugo Ojetti

## Pubblicazioni
- Terza Esposizione Internazionale d'Arte della Città di Venezia. Catalogo illustrato, Venezia, Premiato Stabilimento di Carlo Ferrari, 1899.